# 1709

## Събития
- 8 юли – В Полтавската битка руският цар Петър I разгромява шведския крал Карл XII и слага край на шведската военна мощ в Европа.

## Родени
- Джон Клеланд, английски писател